# Rage (bok av Bob Woodward)
Rage är en bok av Bob Woodward med planerad säljstart 15 september 2020.
Woodward intervjuade Trump arton gånger medan han förberedde boken, och spelade in samtalen. Att Trump i inspelningarna erkände att han redan innan Covid-19-utbrottet visste hur farlig sjukdomen var men valde att vilseleda allmänheten rönte mycket stor uppmärksamhet.